# Darkest Labyrinth
Darkest Labyrinth é uma gravadora, selo fonográfico e web shop baseado em Tóquio. Especializada em música gótica e visual kei, assim como eletroindustrial, darkwave, gothic rock, EBM e metal industrial.

## Artistas
- Blood
- GPKISM
- Spectrum-X
- Noir du'Soleil
- SUICIDE ALI
- 2 Bullet
- Seileen
- Takuya Angel[1]
- Angelspit[2]

Nota: alguns aristas tem contrato com a Darkest Labyrinth para distribuição de lançamentos no Japão, no entanto estão contratados por outros selos para a Europa, América do Norte, etc.

## Selos de distribuição
- Alfa Matrix
- Aural Music
- Deadscarlet Records
- Decadance records
- Subsound Records
- HTD Records